# Åbo stadsbibliotek

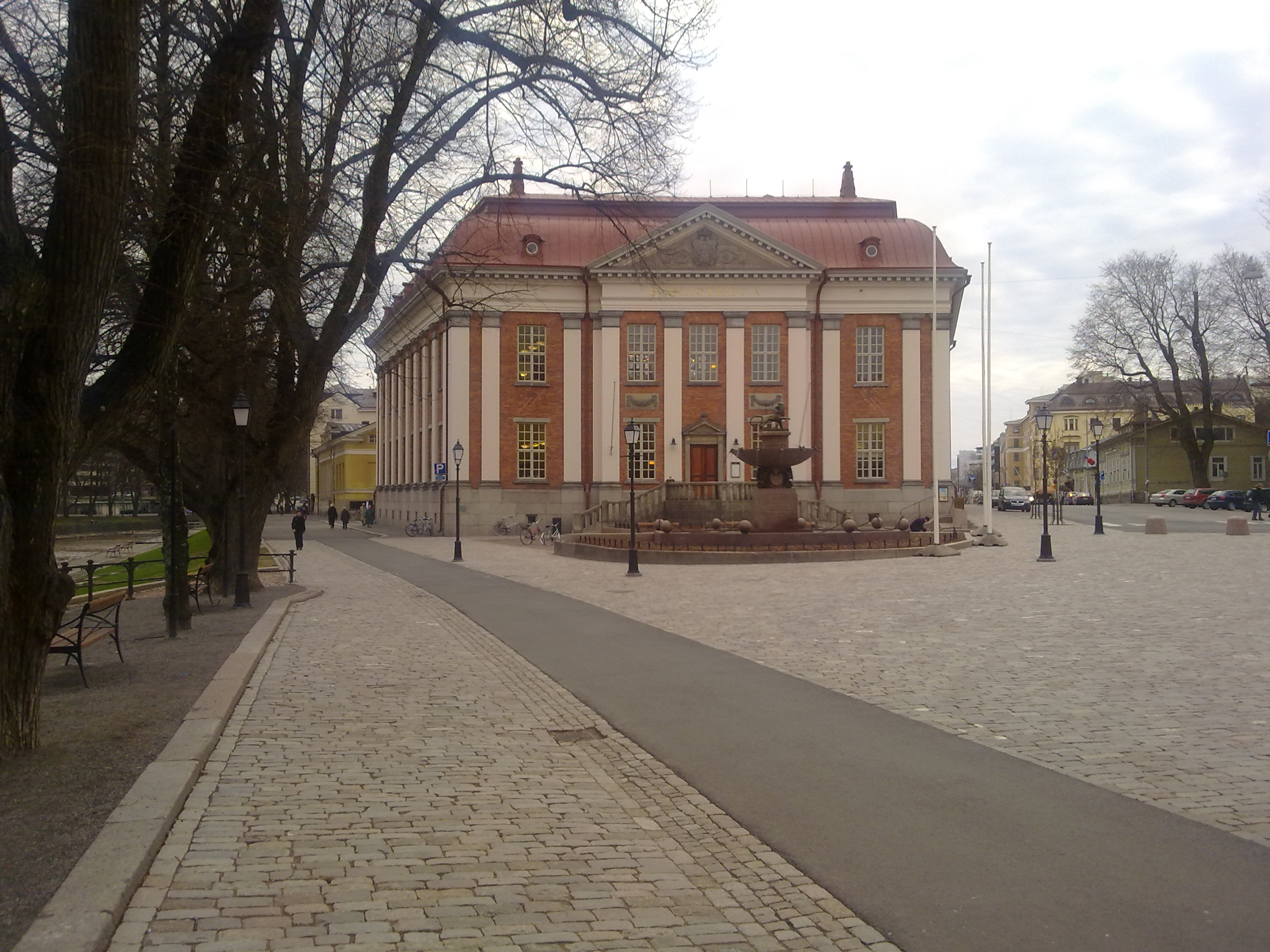
Åbo stadsbiblioteks huvudbiblioteks gamla huvudbyggnad vid Lilltorget i Åbo.

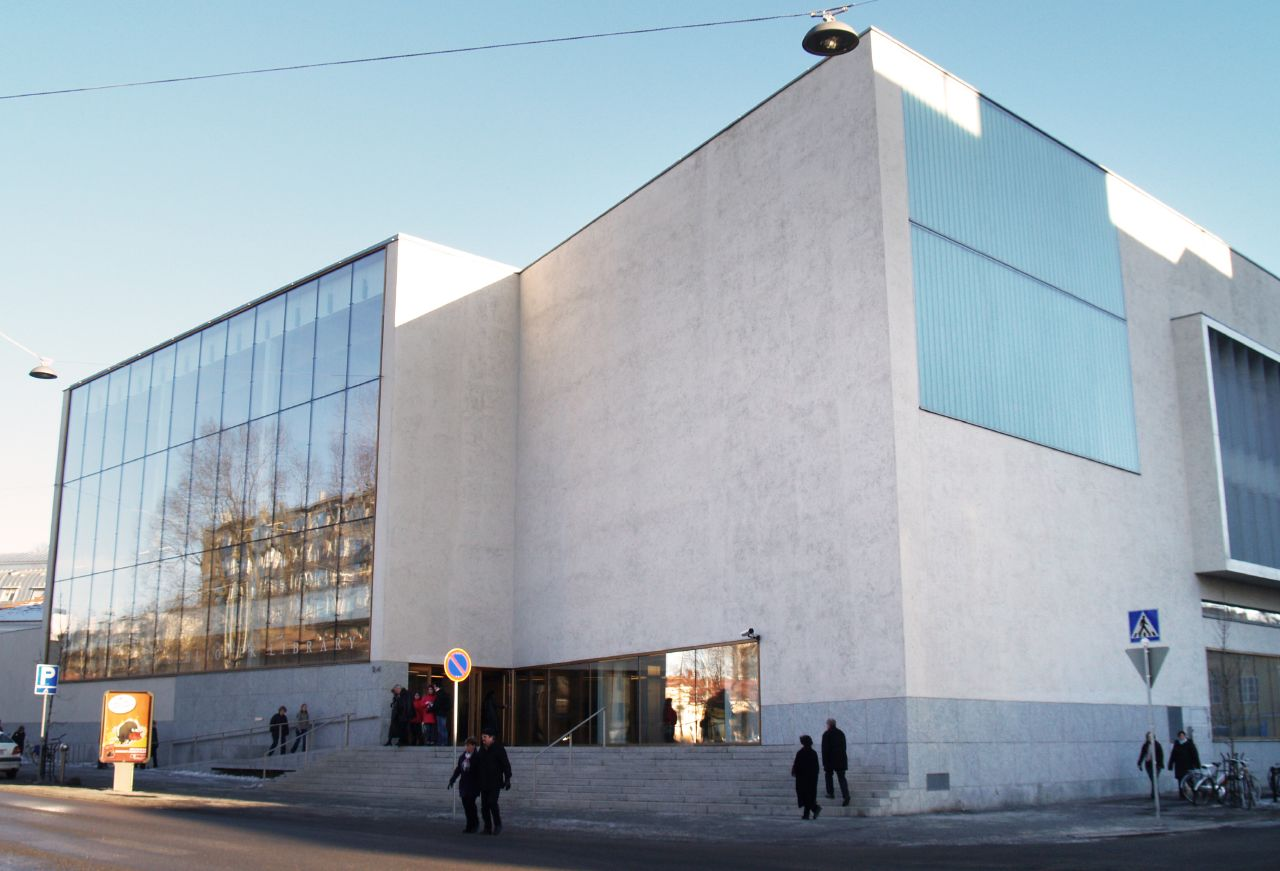
Huvudbibliotekets nya huvudbyggnad.

Åbo stadsbibliotek är ett bibliotek i den finländska staden Åbo. Biblioteket grundades 1912 genom sammanslagning av det år 1863 grundade folkbiblioteket och det år 1869 grundade stadsbiblioteket. Sedan år 1970 har det också fungerat som Egentliga Finlands landskapsbibliotek. Biblioteket hade cirka 1,9 miljoner besökare år 2011. Stadsbibliotekets huvudbibliotek ligger i centrala Åbo vid Lilltorget, längs Slottsgatan.

## Huvudbiblioteket
Stadsbibliotekets huvudbiblioteks gamla byggnad stod färdig 1903. Byggnaden var en donation av kommerseråd Fredric von Rettig. Den byggdes i holländsk renässansstil med Riddarhuset i Stockholm som förebild. Arkitekten var Karl August Wrede. Byggnaden har en yta av 2 900 m² och används nu för konstavdelningen, med bland annat skönlitteratur för vuxna.
Den nya biblioteksbyggnaden invigdes i mars 2007. Den byggdes efter ritningar av arkitektbyrå JKMM, med Asmo Jaaksi som huvudarkitekt. Byggnadsarbetet kostade cirka 20 miljoner euro. Byggnaden rymmer bland annat fackavdelningen, barn- och ungdomsavdelningen, tidningsläsesal och café.

## Närbiblioteken
- Hammarbacka bibliotek
- Hirvensalo bibliotek
- Ilpois bibliotek
- Kråkkärrets bibliotek
- Laustis bibliotek
- Martins bibliotek
- Mikaels bibliotek
- Nummis bibliotek
- Oxbacka bibliotek
- Pansio bibliotek
- Runosbackens bibliotek
- S:t Marie bibliotek

Därtill har stadsbiblioteket två bokbussar.